# Anthony Jones (cestista 1962)
Anthony Hamilton Jones (Washington, 13 settembre 1962) è un ex cestista statunitense, professionista nella NBA e in Italia.

## Carriera
Venne selezionato dai Washington Bullets al primo giro del Draft NBA 1986 (21ª scelta assoluta).

## Palmarès
- McDonald's All-American Game (1981)
- Campione WBL (1988)
- All-WBL Team (1988)